# Unifon

El comienzo de la Oración del Señor, representada en Unifon moderno (dos fuentes) y en ortografía estándar en inglés.

Unifon es un alfabeto basado en el latino para el inglés, diseñado a mediados de la década de 1950 por el Dr. John R. Malone, economista de Chicago y consultor de equipos de periódicos.
Fue desarrollado como un apoyo didáctico para ayudar a los niños a adquirir habilidades de lectura y escritura. Al igual que la clave de pronunciación en un diccionario, Unifon combina cada uno de los sonidos del inglés hablado con un solo símbolo, es decir, cada letra corresponde a un solo fonema. El alfabeto se probó en Chicago, Indianápolis y otros lugares durante las décadas de 1960 y 1970, pero nunca se publicó un análisis estadístico del resultado en una revista académica y el interés de los educadores ha sido limitado; sin embargo, existe una comunidad de seguidores que continúa publicitando el alfabeto y aboga por su adopción.

## Alfabeto

Una representación básica del alfabeto moderno de Unifon.

El alfabeto Unifon contiene cuarenta glifos, destinados a representar los cuarenta sonidos más importantes del idioma inglés. Aunque el conjunto de sonidos se ha mantenido igual, varios de los símbolos se han modificado a lo largo de los años, lo que hace que «Modern Unifon» sea ligeramente diferente de la «Old Unifon». El alfabeto Unifon: 
| Aa   | Δ𐣿      | Ʌʌ     | Bb   | Ȼȼ   | Dd  | Ee  | 𐊑ᵻ [王] | 𞤑ԙ      | Ff  | Gg  | Hh      | ꀤi (ꀤɪ) | 土⼟ (Ʇ̶Ʇ̶) | J︦𑊅       | Kk  | Ll  | Mm                 | Nn  | "ᜮη︭" |
| ---- | ------- | ------ | ---- | ---- | --- | --- | ------- | ------- | --- | --- | ------- | --------- | --------- | -------- | --- | --- | ------------------ | --- | ---- |
| /æ/  | /eɪ/    | /ɑ, ɔ/ | /b/  | /tʃ/ | /d/ | /ɛ/ | /i:/    | /ɝ, ɚ:/ | /f/ | /g/ | /h/     | /ɪ/       | /aɪ/      | /d͡ʒ/     | /k/ | /l/ | /m/                | /n/ | /ŋ/  |
| Oo   | 𐠣ჲ [O︭o︭] | 𐊸𐐭     | ꐎ   | ტꄍ  | Pp  | Rr  | Ss      | S̸s̷ [Ꞩꞩ] | Tt  | Ћћ  | Ⴌⴌ [Ꚕɦ] | Uu        | ⩌ū        | U︭u︭       | Vv  | Ww  | 𑪽 [ꁴ⑀] [ꋍ⑀] [ⵢⵢ] | Yy  | Ƶƶ   |
| /ɒ:/ | /oʊ/    | /ʊ/    | /aʊ/ | /ɔɪ/ | /p/ | /ɹ/ | /s/     | /ʃ/     | /t/ | /ð/ | /θ/     | /ʌ, ə/    | /u/       | /ju, jʌ/ | /v/ | /w/ | /ʒ/                | /j/ | /z/  |

## Historia
Bajo un contrato con Bendix Corporation, Malone creó el alfabeto Unifon como un proyecto más grande. Cuando la Asociación Internacional de Transporte Aéreo seleccionó el inglés como el idioma de las comunicaciones aéreas internacionales en 1957, el mercado que Bendix había previsto para Unifon se va a eliminar, y su contrato se canceló. Según Malone, Unifon salió a la superficie nuevamente cuando su hijo, entonces en el nido, se quejó de que todavía no podía leer bien. Malone recuperó el alfabeto Unifon para enseñarle a su hijo.
Comenzando antes de 1960 y continuando en la década de 1980, Margaret S. Rats usó el alfabeto Unifon para enseñar a estudiantes de primer grado en Principia College en Elsah, Illinois. Para el verano de 1960, la estación afiliada de ABC-TV en Chicago produjo un programa de noventa minutos en el que Rats enseñó a tres niños a leer, en «diecisiete horas con galletas y leche», como lo describió Malone. En una presentación para padres y maestros, Rats dijo: «Algunos han llamado a Unifon "ruedas de entrenamiento para leer", y eso es realmente. Unifon se usará durante algunas semanas, o tal vez algunos meses, pero durante este tiempo su El niño descubrirá que existe una gran similitud entre Unifon y lo que ve en las pantallas de televisión, en los cómics o en las señales de tráfico, y en las cajas de cereales. Pronto descubre con diversión que puede leer el "alfabeto de los viejos" tan fácilmente como puede leer y escribir en Unifon.»
Durante los siguientes dos años, Unifon ganó atención nacional, con cobertura de Today Show de NBC y On the Road de CBS con Charles Kuralt (en un segmento llamado «The Day They Changed the Alphabet»).
En 1981, Malone entregó el proyecto de Unifon al Dr. John M. Culkin, un académico de medios que fue un exsacerdote jesuita y graduado de la Escuela de Educación de Harvard. Culkin escribió numerosos artículos sobre Unifon, incluidos varios en Science Digest.
En 2000, el sitio web de Unifon fue creado por Pat Katzenmaier con un gran aporte del lingüista Steve Bett. Ha servido desde entonces como un punto central para la organización de los esfuerzos relacionados con Unifon.

## Unifon para lenguas nativas americanas
En las décadas de 1970 y 1980 se hizo un intento sistemático de adaptar Unifon como un sistema de ortografía para varios idiomas de los nativos americanos. La principal fuerza impulsora detrás de este esfuerzo fue Tom Parsons de la Universidad Estatal de Humboldt, la cual desarrolló esquemas de ortografía para Hupa, Yurok, Tolowa y Karok, que luego fueron mejorados por los estudiosos nativos. A pesar del escepticismo de los lingüistas, se dedicaron años de trabajo a la enseñanza de los esquemas, y se escribieron numerosas publicaciones utilizándolos. Al final, sin embargo, una vez que Parson dejó la universidad, el ímpetu se desvaneció; actualmente se utilizan otros esquemas de ortografía para todos los idiomas.

## Soporte de juego de caracteres
Los caracteres especiales no ASCII utilizados en el alfabeto Unifón se han asignado los puntos de código en una de las Unicode áreas de uso privado (Private Use Area (PUA)) por el Registro Unicode ConScript (Consortium Unicode). Se están realizando esfuerzos para agregar los caracteres al conjunto de caracteres oficial Unicode.